# 華茜草樹
華茜草樹（学名：Randia sinensis）为茜草科茜草樹屬下的一个种。其种加词“sinensis”意为“中华的”。